# 1289 Kutaïssi
1289 Kutaïssi este un asteroid din centura principală, descoperit pe 19 august 1933, de Grigori Neuimin.